# Nagy macskacápa
A nagy macskacápa (Scyliorhinus stellaris) a porcos halak (Chondrichthyes) osztályába, a cápák és ráják (Elasmobranchii) alosztályába, valamint a kékcápaalakúak (Carcharhiniformes) rendjébe és a macskacápafélék (Scyliorhinidae) családjába tartozó faj.

## Előfordulása
Az Atlanti-óceán Európai részén és Afrika partjainál az Egyenlítőig él, valamint a Földközi-tengerben honos. A sziklás tengerfenéket kedveli.

## Megjelenése
Átlagos testmérete 130–162 centiméter.

## Életmódja
Puhatestűekkel, kisebb halakkal, rákokkal és kagylókkal táplálkozik.

## Szaporodása
A nőstények tojásokat raknak, melyek kacsokkal rögzülnek az aljzat növényeihez. 9 hónappal később kelnek ki a 12–15 centiméteres ivadékok.